# اسطلة (يهر)

تعديل مصدري - تعديل

اسطلة هي إحدى قرى عزلة يهر بمديرية يهر التابعة لمحافظة لحج، بلغ تعداد سكانها 637 نسمة حسب تعداد اليمن لعام 2004.